# Anochetus grandidieri
Anochetus grandidieri es una especie de hormiga carnívora del género Anochetus, categorizada en la tribu Ponerini, de la subfamilia Ponerinae. Fue descrita por Forel en 1891.

## Distribución
Se distribuye por África: Madagascar.

## Hábitat
Habita en el bosque lluvioso, montano y seco tropical, en la hojarasca, madera podrida, troncos podridos, debajo de piedras, en nidos y sobre la vegetación baja. Se ha encontrado a elevaciones de 5 hasta 1700 m s. n. m.